# Lennart af Petersens
Lennart af Petersens (født 6. oktober 1913 i Kristianstad, død 2004 i Stockholm) var en svensk fotograf, der nedstammede fra adelsslægten af Petersens. Han er primært kendt for sine fotos af Stockholm by udstillet på Stockholms stadsmuseum.
I 2003 stiftede man Lennart af Petersens pris til fotografer, der har udmærket sig særligt ved på personlig og kunstnerisk vis at skildre Stockholm gennem deres billeder.

## Biografi
Lennart af Petersens var søn af Frank af Petersens og tog sin uddannelse i København hos fotografen Herman Benthe fra 1935 til 1936. Her debuterede han med en samling billeder fra Skåne "Slätten vid Äspinge", og samme år fik han sit københavnerbillede "Domhuset" med i Nordisk fotografering. Benthe så en talentfuld arkitekturfotograf i den unge skåning og støttede ham. "Landskabsbilleder fra Skåne" blev til i sommeren 1935. Billeder fra denne samling blev vist i Årets billeder 1936, og Svenska Turistföreningen (STF) lagde mærke til ham. De roste ham med ordene "han gav sin interesse for naturen fuldt afløb".
Kort tid efter kom han til Stockholm og fandt ansættelse hos den kendte fotograf Arne Wahlberg, hvor han lærte at håndtere gråtonen i sort-hvid fotografering. I 1938 modtog han sin første opgave for den svenske turistforening: "Tag cyklen, pak en kuffert og fotografér Gotland" lød redaktøren og fotografen Gösta Lundquists besked til ham, og fra da af modtog STF billeder fra ham hver sommer.
Under 2. verdenskrig arbejdede Lennart af Petersens som objektfotograf på Nordiska museet. I 1942 blev han efterfølgende ansat på Stockholms stadsmuseum, hvor han arbejdede i 35 år og dokumenterede bl.a. Stockholms forvandling under Norrmalms totalfornyelse, som han i lighed med mange andre for sin tid var stærkt kritisk over for.. En anden omfattende dokumentation lavede han i Rom sammen med den danske arkitekturhistoriker Christian Elling.

## Fotografier (udvalgte)

### Stockholm
- Riddarfjärden i 1939.
- Dramaten taget i 1940'erne.
- Sporvogn på Ringlinjen, fotograferet på Västerbron i 40'erne.
- Skanskvarn i 1943.
- Skanstullsbron taget i 1944.
- Stjernehusene i Gröndal i 1946.
- Riksgropen (Rigshullet) i Norrmalm fotograferet i 1954.
- Parkering i baggården ved Televerkets hus. Foto: 1956.

### Virksomheder
- Lennart af Petersens (længst til højre) i A.G. Bergfalk & Co. Vilthandel ved Stora Gråmunkegränd 3.
- AB Eug. Bussler, kød og svinegrossist på Munkbrogatan, fotograferet i 1959.
- På Apoteket Ängeln, Kornhamnstorg (1959).
- Systembolaget på Trångsund 12, taget i 1960'erne.

## Priser og æresbevisninger
- 1978 – Bernspriset
- 2005 – Svenska Fotobokspriset